# Grammodes stolida
Grammodes stolida — вид лускокрилих комах з родини еребід (Erebidae).

## Поширення
Вид поширений в Африці, Південній Європі, більшій частині Азії та в Австралії. Влітку мігрує до Центральної та Північної Європи.

## Опис
Розмах крил становить від 30 до 36 мм. Для виду характерна чорно-коричневий фон на верхній стороні передніх крил, розділений прямою білуватою поперечною смугою. Зовні він обмежений вузькою, злегка вигнутою білуватою смугою, яка згинається під прямим кутом до переднього краю, посередині має зубчасте поглиблення, а зовні жовтуватого кольору. Крайова область від сіро-коричневого до темно-коричневого кольору. Біля верхівки видно коротку білу лінію. Верхня поверхня задніх крил темно-коричнева з білуватою поперечною смугою. Поруч з торнусом є білувата пляма. Бахрома переливається шовковисто-білим кольором і розбита короткою темною зоною навпроти білястого плями. Хоботок добре розвинений.

## Спосіб життя
Є кілька поколінь на рік. Дорослі особини знаходяться на крилі з лютого по жовтень. Личинка червонувато-жовта, бліда на спині та вздовж дихал, позначена тонкими чорними поздовжніми смугами; спинна і субдорсальна смуги темно-сірі, перша розширюється за межі 5-го сегмента; спіралеподібна лінія, подвійна: спинні горбки великі, при цьому кільчасті чорними. Личинки харчуються видами Paliurus, Rubus, Tribulus, Coriaria та Quercus.